# Claude Chenevay
 Claude Chenevay, est né le 9 février 1943 à Grenoble. C’est un ancien joueur de rugby à XV, qui a joué avec l'équipe de France et le FC Grenoble au poste de troisième ligne aile (1,83 m pour 85 kg). 

## Carrière de joueur

### En club
- FC Grenoble

### En équipe nationale
Il a disputé un test match le 9 novembre 1968 contre l'équipe d'Afrique du Sud.

## Palmarès
- Coupe d'Europe des clubs champions FIRA :
  - Vice-champion (1) : 1963[2]

- Challenge Yves du Manoir :
  - Finaliste (1) : 1969

- Sélection en équipe nationale : 1
- Cape du FC Grenoble Rugby[3]